# Cá voi Omura
Cá voi Omura (Balaenoptera omurai) là một loài cá voi trong họ cá voi lưng xám, có rất ít thông tin về loài này.

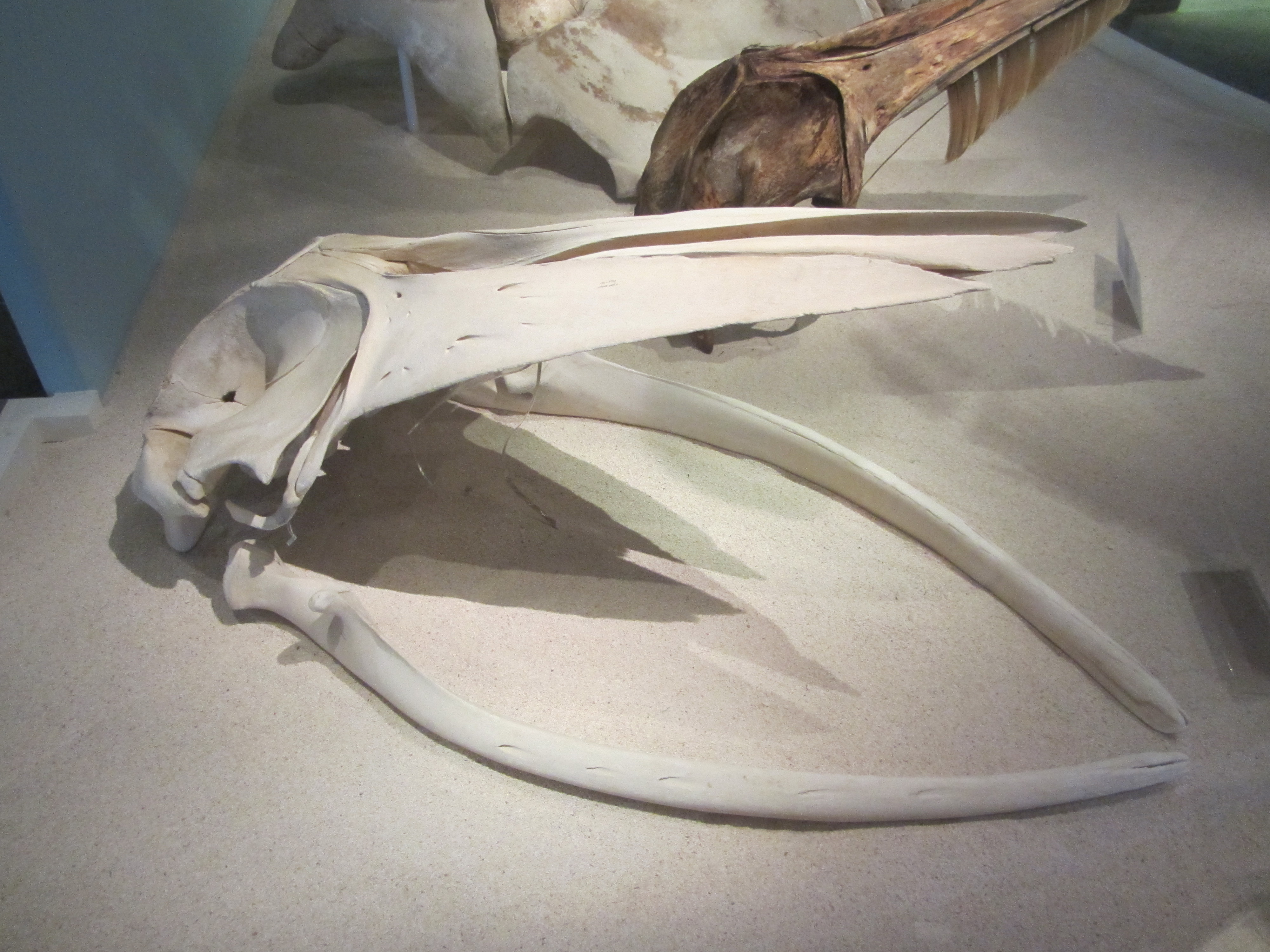
Sọ của cá voi Omura tại Bảo tàng Khoa học Tự nhiên Quốc gia của Nhật Bản.

Loài này được 3 nhà khoa học Nhật Bản gồm Shiro Wada, Masayuki Oishi và Tadasu K. Yamada mô tả khoa học năm 2003, trong một ấn phẩm của tạp chí Nature (426, 278–281). Các nhà khoa học này xác nhận sự hiện diện của loài này thông qan phân tích hình thái học và mitochondrial DNA của 9 cá thể bao gồm 8 cá thể bắt được bởi một tàu nghiên cứu của Nhật vào thập niên 1970 trong vùng biển Ấn Độ Dương-Thái Bình Dương và một tiêu bản được thu thập năm 1998 ở đảo Tsunoshima thuộc biển Nhật Bản. Từ các bằng chứng về gen phong phú đã xác nhận cá voi Omura là một loài riêng biệt và cho thấy nó là một nhóm tách ra từ rất sớm của họ Balaenoptiidae, sớm hơn cả cá voi Bryde và Sei. Nó có lẽ có quan hệ gần gũi hơn với nhóm họ hàng lớn hơn là cá voi xanh.
Tên gọi của nó được đặt theo tên của nhà cá voi học Nhật Bản Hideo Omura.